# Родригеш Алвеш, Франсишку
Франси́шку де Па́ула Родри́геш А́лвеш (порт. Francisco de Paula Rodrigues Alves; 7 июля 1848, Гуаратингета, Сан-Паулу — 16 января 1919, Рио-де-Жанейро) — бразильский государственный деятель, прокурор, пятый президент Бразилии (1902—1906).
Алвеш — первый президент Бразилии, который был переизбран на второй срок (однако не вступил в должность из-за болезни).

## Начало карьеры
Родился в городе Гуаратингета в штате Сан-Паулу. Учился в школе-интернате при Колежиу Педру II в Рио-де-Жанейро (1859—1865), высшее образование получил на юридическом факультете университета Сан-Паулу (1865—1870).
Свою карьеру начал в качестве члена городского совета Сан-Паулу. В 1870 году стал прокурором. С 1872 по 1879 год заседал Палате депутатов Конгресса. В 1887—1888 годах возглавлял провинцию Сан-Паулу.
После провозглашения республики дважды занимал пост министра финансов (1891—1892 и 1894—1896), в перерывах между деятельностью в правительстве заседал в Сенате. В 1900 году вновь стал губернатором Сан-Паулу.

## На посту президента
В 1902 году выдвинул свою кандидатуру на пост главы государства и был избран президентом Бразилии.
На посту президента большое внимание уделял благоустройству столицы страны — города Рио-де-Жанейро. При нём город наконец обрёл вид, подобающий столице. Кроме того, благодаря его усилиям в Рио-де-Жанейро были проведены масштабные санитарные реформы: в городе была практически побеждена жёлтая лихорадка, от эпидемий которой каждый год погибало множество горожан.
К периоду его президентства относится последнее территориальное приобретение Бразилии: 17 ноября 1903 года между Бразилией и Боливией был заключён договор о передаче Бразилии территории современного штата Акри в обмен на 2 млн фунтов стерлингов.
В годы его правления впервые проявился разрыв в экономическом развитии южных и северных штатов Бразилии, причём явно не в пользу последних. Лидирующее положение заняли штаты Сан-Паулу и Рио-де-Жанейро. Ярким примером протекционистской политики правительства по отношению к этим штатам стало так называемое «Соглашение в Таубате». Согласно данному соглашению правительство Бразилии обязалось покупать по фиксированной цене все излишки кофе у бразильских экспортёров, которые те не сумеют продать на внешнем рынке. На эти цели даже был взят международный заём на сумму 15 миллионов британских фунтов.

## Выдвижение на второй срок
В 1912—1916 годах в третий раз был губернатором Сан-Паулу, после чего был сенатором. В 1918 году, через 12 лет после окончания первых президентских полномочий, вновь баллотировался на пост президента. Он победил на выборах и 15 ноября 1918 года должен был официально вступить в должность, однако оказался не в состоянии сделать это из-за болезни. 16 января 1919 года он умер, став жертвой эпидемии испанского гриппа. Вместо него на пост президента взошёл вице-президент Делфин Морейра.

## Память
В честь Алвеша назван муниципалитеты Родригеш-Алвеш в штате Акри и Президенти-Алвеш в штате Сан-Паулу.